# Емвелл Тауншип (округ Вашингтон, Пенсільванія)
Емвелл Тауншип (англ. Amwell Township) — селище (англ. township) в США, в окрузі Вашингтон штату Пенсільванія. Населення — 3679 осіб (2020).

## Демографія
Згідно з переписом 2010 року, у селищі мешкала 3751 особа в 1486 домогосподарствах у складі 1109 родин. Було 1613 помешкання
Расовий склад населення:
| - 98,0 % — білих - 0,5 % — чорних або афроамериканців - 0,2 % — корінних американців - 0,2 % — азіатів |

До двох чи більше рас належало 0,9 %. Частка іспаномовних становила 0,6 % від усіх жителів.
За віковим діапазоном населення розподілялося таким чином: 21,0 % — особи молодші 18 років, 64,4 % — особи у віці 18—64 років, 14,6 % — особи у віці 65 років та старші. Медіана віку мешканця становила 44,9 року. На 100 осіб жіночої статі у селищі припадало 97,9 чоловіків;  на 100 жінок у віці від 18 років та старших — 97,5 чоловіків також старших 18 років.
Середній дохід на одне домашнє господарство  становив 69 592 долари США (медіана — 62 430), а середній дохід на одну сім'ю — 78 865 доларів (медіана — 71 703). Медіана доходів становила 51 444 долари для чоловіків та 28 312 долари для жінок. За межею бідності перебувало 6,7 % осіб, у тому числі 14,1 % дітей у віці до 18 років та 3,1 % осіб у віці 65 років та старших.
Цивільне працевлаштоване населення становило 1954 особи. Основні галузі зайнятості: освіта, охорона здоров'я та соціальна допомога — 18,6 %, виробництво — 16,9 %, роздрібна торгівля — 12,2 %, будівництво — 10,6 %.